# Hans Jenny (Kunsthistoriker)
Hans Jenny (auch Hans Jenny-Kappers, * 30. Juni 1894 in Niederurnen; † 7. August 1942 in Zürich) war ein Schweizer Kunsthistoriker. Als Sohn von Conrad und Albertina Jenny-Jenny wuchs er im Jenny-Schloss Thalwil auf.
Jenny publizierte 1934 die erste Auflage des Kunstführers der Schweiz. Dieser Kunstführer stellte ein Handbuch dar, das vor allem Baukunst und Baudenkmäler berücksichtigte. Ebenso wie das Dehio-Handbuch ist es ein Pionierwerk und eine bedeutende Grundlage für die allgemeine Kunsttopografie. Der Kunstführer wurde mehrmals neu aufgelegt, bis in die Gegenwart hinein.
Jenny war Autodidakt, da ihm ein geregeltes Studium aufgrund gesundheitlicher Probleme nicht möglich war. 1934 heiratete er die Niederländerin Theodora Ariens Kappers. Jenny war ab 1935 Assistent an der Graphischen Sammlung der ETH Zürich.
Sein Nachlass befindet sich im Landesarchiv Glarus.

## Schriften (Auswahl)
- Kunstführer der Schweiz. 1. Auflage. Lindner, Küssnacht/Düsseldorf/Rom 1934.
- Der Kanton Glarus: Ein beschreibender Katalog der gedruckten Landkarten und Pläne, Ortsansichten und Landschaftsbilder von den Anfängen bis 1880. Huber, Frauenfeld 1939.